# Bomis (geslacht)
Bomis is een geslacht van spinnen uit de  familie van de Thomisidae (krabspinnen).

## Soorten
- Bomis bengalensis Tikader, 1962
- Bomis calcuttaensis Biswas & Mazumder, 1981
- Bomis khajuriai Tikader, 1980
- Bomis larvata L. Koch, 1874